# Топонимия Костромской области

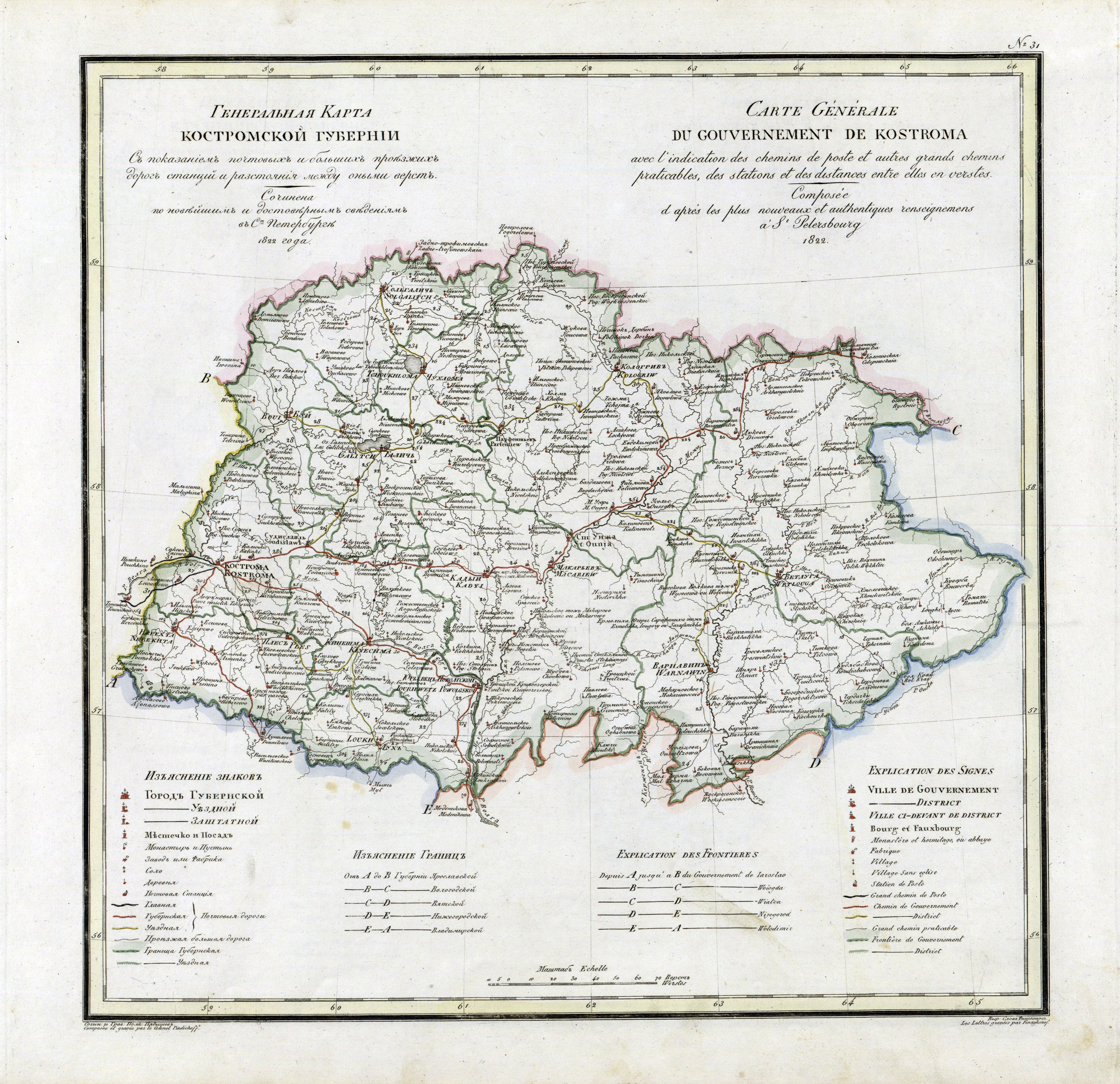
Карта Костромской губернии 1821 года

Топонимия Костромской области — совокупность географических названий, включающая наименования природных и культурных объектов на территории Костромской области.
В 1719 году была создана Костромская провинция в Московской губернии, которая в 1778 году вместе с Галицкой провинцией была объединена в Костромское наместничество. В 1796 году наместничество было преобразовано в Костромскую губернию, просуществовавшую до 1929 года. 14 января 1929 года постановлением президиума ВЦИК Костромская губерния была ликвидирована, её территория вошла в состав Костромского округа Ивановской Промышленной области. Указом Президиума Верховного Совета СССР от 13 августа 1944 года № 801/1 (ст. 9 в ред. закона от 20.07.2000 № 100-ЗКО) образована Костромская область путём выделения из состава Ивановской области. С тех пор наименование региона не менялось.

## История формирования
Согласно оценке В. А. Жучкевича, Костромская область в основном относится к топонимическому региону «Север Европейской части России». В этом регионе большинство топонимистов выделяет три основных топонимических пласта:
1. волго-окский
2. финно-угорский
3. славянский (позднейший).

При этом наличие волго-окского пласта остаётся спорным;некоторые исследователи сомневаются в его существовании, другие отождествляют с финно-угорским, третьи — считают близким к балтийским языкам.
Кроме того, север региона относится к Ленинградско-Псковско-Белозерскому району, для топонимии которого характерны три топонимических пласта:
1. древнейший (на западе — финно-угорский),
2. позднейший прибалтийско-финский (ижорский, вепсский и др.),
3. русский[6].

### Топонимические легенды
Многие топонимы и микротопонимы региона появились в результате бытования топонимических легенд. Е. В. Цветкова выделяет следующие типы топонимических легенд и, соответственно, топонимов Костромской области:
1. Легенды, объясняющие происхождение названий с различными древними племенами: Черемисское озеро. Здесь раньше жили люди-черемисы. Их утопили в этом озере (село Пыщуг, Пыщугский район);
2. Легенды, которые связывают возникновение топонимов с какими-либо историческими событиями (чаще всего — с татаро-монгольским нашествием): село Красное-на-Волге. На волжских хуторах произошла когда-то жестокая война с татарами, и столько было убитых и раненых, что земля от пролитой крови покраснела (Красное-на-Волге, Красносельский район);
3. Легенды, в соответствии с которыми названия посвящены реальным историческим лицам (чаще всего — Екатерине II; особенно часто рассказывается о её поездках): село Новографское. Сначала оно называлось просто Новое, а потом, говорят, Екатерина II подарила сельцо с другими ещё деревнями своему фавориту — графу Зубову, вот и стали называть Новографское (город Буй);
4. Легенды, повествующие о монахах, святых, чудесах: Святой бочаг. На этом месте на реке стояла церковь, которая ушла под воду. Жители считают, что вода в бочаге — слезы утопших, и она святая, так как она очень чистая (деревня Захарово, Красносельский район);
5. Легенды, объясняющие происхождение названия по первым поселенцам или владельцам (чаще речь идет о помещиках как реально когда-то живших, так и вымышленных): деревня Фролы. Произошло от имени первого поселенца — Фрола (деревня Медведица, Павинский район);
6. Легенды, свидетельствующие о связи названий с разбойниками: деревня Варжа. В честь разбойника, который погиб в этих местах (деревня Тихон, Вохомский район);
7. Легенды о любви: река Ветлуга. Говорят, парень жил. В девушку влюбился — Лугу. Да только жениться им не разрешили. Девушка с горя-то и повесилась над рекой на ветви дерев. Опосля реку стали Ветлугой звать (с. Верхнеспасское, Пыщугский район);
8. Легенды о нечистой силе: Пакостный лог. В этом логу будто бы по ночам показываются страшные картины (поселок Шайма, Павинский район);
9. Легенды, содержащие какие-либо положенные в основу наименования характеристики людей: деревня Размахнино. Размахнинца узнаешь за версту: вишь, рукам-то размахивают, словно мельницы при хорошем ветре (село Поназырево, Поназыревский район);
10. Легенды, основанные на связи с людьми, имеющими какое-либо отношение к объектам (рядом живут, имеют покос, трагически погибли и т. д.): Офонино. Когда-то на этом месте зажиточной мужик Офоня пас лошадей. Одна из лошадей утонула, поэтому место так и назвали (деревня Тимошино, Макарьевский район);
11. Легенды, связанные с деятельностью людей, предметами быта, растительным и животным миром, особенностями рельефа и т. п.: деревня Маслово. Де-то здись масло давили льняное; то ли толчея тут была на Войменжу, вот и Маслово потому (г. Мантурово);
12. Легенды, рассказывающие о местах, в которых спрятаны клады: река Кладовица. Говорят, на её берегу где-то под большой сосной есть клад (деревня Доброумово, Павинский район)
13. Легенды на основе на основе фонетических, ассоциативных признаков: деревня Кукуй. Название тоже оставили татары. Коковать в то время означало быть пленным, сидеть в плену (деревня Тимошино, Макарьевский район)[7].

## Состав
По состоянию на 15 декабря 2022 года, в Государственном каталоге географических названий в Костромской области зарегистрировано 6447 названий географических объектов, в том числе — 3447 названий населённых пунктов. Ниже приводятся списки наиболее значимых природных объектов и крупнейших населённых пунктов Костромской области с характеристиками их этимологии.

### Гидронимы

#### Реки
- Ветлуга — название из марийского Вутла (диал. «луговой») или Вытла (диал. «горный») — «многоводная». При русской адаптации осмыслено как производное от русского ветла (дерево рода ива) и оформлено по типу распространённых в регионе гидронимов с формантом -га (Большая Кокшага, Пышуга, Свияга и т. п.)[9].
- Волга — название произошло от праславянского *Vьlga, ср. во́лглый — волога — влага. В пользу славянской версии происхождения названия говорит наличие рек Vlha[10] в Чехии и Вильги в Польше[11][12]. Поскольку верховье Волги находится в зоне, где широко представлена гидронимия балтского происхождения, предложена этимология из балтийских языков: ilga «длинный, долгий» → оз. Волго → р. Волга[13]; valka «ручей, небольшая река»[14]. Альтернативные версии выводят название реки из прибалтийско-финских (фин. valkea, эст. valge «белый», ср. Вологда) и марийского (др.-марийск. *Jylγ (из тюрк.), совр. мар. Юл; мар. Волгыдо «светлый») языков.
- Кострома — гидроним объясняется двояко. По одной версии, наличие конечного элемента -ма позволяет считать название, как и соседние Толшма, Тотьма, Вохлома и другие дорусским названием финно-угорского типа. Однако выделение форманта -ма в ряде случаев спорно, а основа костр- нетипична для дорусской гидронимии этого края. Поэтому современные исследователи возвращаются к мнению, высказанному ещё около 100 лет тому назад о славянском происхождении этого названия[15].
- Унжа — название оставлено древним населением, носителем вымершего финно-угорского языка; предположительно образовано термином со значением «река» (ср. южноселькупское ундж, унджа — «река»)[16].

#### Озёра
- Галичское озеро — согласно оценке М.Фасмера, название представляет собой прилагательное «галичь» от «галица», то есть галка (что, в свою очередь, этимологически связано с праслав. *galъ — «черный»); в гербе Галичины и Галича много сотен лет изображается галка (Галичины — идущая, Галича — стоящая). По тексту былины «Дюк Степанович» «галичи — по-русски звать так черные вороны»[17]. В одном из редких говоров жителей побережья Галичского озера сохранилось вероятное старое название водоёма — «Нерон»[18].
- Пахеево (также Пахи́ево и Пахе́евское)[19] — название озера легенда связывает с личным именем Пахим.
- Чухломское озеро — в Солигаличской летописи XIV века называется «Чудское», этот вариант названия позволяет видеть в основеэтноним из ряда чудь, чухна, чухарь, использовавшийся русскими для названия финноязычных народов[20].

### Ойконимы
- Кострома — до настоящего времени не сложилось единого научно обоснованного взгляда на происхождение названия города. Как отмечает краевед Н. А. Зонтиков, "по вопросу о происхождении названия города Костромы всегда существовало две основные точки зрения: первая — город получил название от реки Костромы, вторая — его название происходит от имени языческого божества[21]. «Костра́» (или «костри́ка») в восточнославянских диалектах обозначает солому для сжигания. В словаре Фасмера этот топоним связывается с восточнославянским ритуальным персонажем[22], представлявшим собой соломенную куклу, которую символически сжигали во время летнего обрядового цикла — в Семик или Петров день («похороны Костромы»). Выделение форманта -ма в ряде случаев спорно, а основа костр- нетипична для дорусской гидронимии этого края. Поэтому современные исследователи возвращаются к мнению, высказанному ещё около 100 лет тому назад о славянском происхождении этого названия[15]. Одно из возможных толкований названия приводит Л. Скворцов[23]. Ссылаясь на то, что в древних летописях слова «костр», «кострома», «кострума» обозначают вообще укреплённое место, он полагал, что это общее название крепости осталось за возникшим городом. С этим предположением перекликается спорная версия, выдвинутая князем А. Козловским, который выводил название города по аналогии с географическим положением замка Кострум (впоследствии город Таллин)[24]. Данное слово происходит от латинского clostrum «замок». Но тот же автор выдвигает и иную версию возникновения названия — от заготавливаемого зимою на берегах рек большими «кострами» леса, сплавляемого весною из Буевского и Костромского уездов[25].
- Буй — название из русского буй — «открытое высокое место; площадь около церкви с домами для причта; кладбище». С 1778 года — город Буй[26].
- Волгореченск — основан в 1964 году как посёлок строителей Костромской ГРЭС, название по расположению на реке Волга[27].
- Галич — в летописях упоминается под 1238 годом как Галич-Мерский, то есть «Галич, находящийся на земле народа мери». Название Галич было перенесено из Галицко-Волынского княжества, где находился более древний город Галич, известный как Галич-8олынский. Перенос названия Галич не связан с добычей соли[28].
- Мантурово — ойконим связан с некалендарным личным именем Мантур, известным по ряду лиц XV—XVI веков в Новгороде, Переяславле, Кашине. С 1958 года — город Мантурово[29].
- Нерехта — селение Нерехта известно с 1214 года, названо по расположению на реке Нерехта. Гидроним образован от древней основы нар-, нер- — «река, вода» и более позднего финно-угорского форманта -ехта, предположительно также означающего «река» ипи «река с волоком». С 1778 года — уездный город Нерехта[30].
- Шарья — название от гидронима Шарья, от основы -шар, представленной в ряде финно-угорских языков: коми «пролив», манси — «протока» и др., что, по мнению Е. М. Поспелова, даёт основание говорить о существовании пермско-угорской основы шар, шор, шур — «река». С 1938 года — город Шарья[31].

### Книги
- Жучкевич В.А. Общая топонимика. Издание 2-е, исправленное и  дополненное. — Минск: Вышэйная школа, 1968. — С. 432.
- Кучин Н. Костромской край: города и веси. Географические названия Костромской области. — Кострома, 2000. — С. 337.
- Мурзаев Э.М. Словарь народных географических терминов. — М.: Мысль, 1984. — 653 с.
- Поспелов Е. М. Географические названия России. Топонимический словарь. — М.: Астрель, 2008. — 523 с. — 1500 экз. — ISBN 978-5-271-20729-7.
- Разумовская И. М. Кострома. — Л.: Художник РСФСР, 1989. — 208 с. — (Памятники городов России). — ISBN 5-7370-0037-0.

### Статьи
- Цветкова Е.В. Костромские топонимические легенды как источник сведений о топонимии и отражаемых ею реалиях // Язык и культура : журнал. — 2014. — № 3. — С. 88—96.

### Диссертации
- Горланова, Ирина Борисовна. Топонимия города Костромы : Структура, семантика и функционирование в синхронно-диахронном аспекте : диссертация … кандидата филологических наук : 10.02.01. — Ярославль, 2006. — 296 с.
- Цветкова, Елена Вячеславовна. Топонимия Костромской области : Междуречье Покши и Мезы : диссертация … кандидата филологических наук : 10.02.01. — Кострома, 2000. — 303 с.